# Bart Edwards

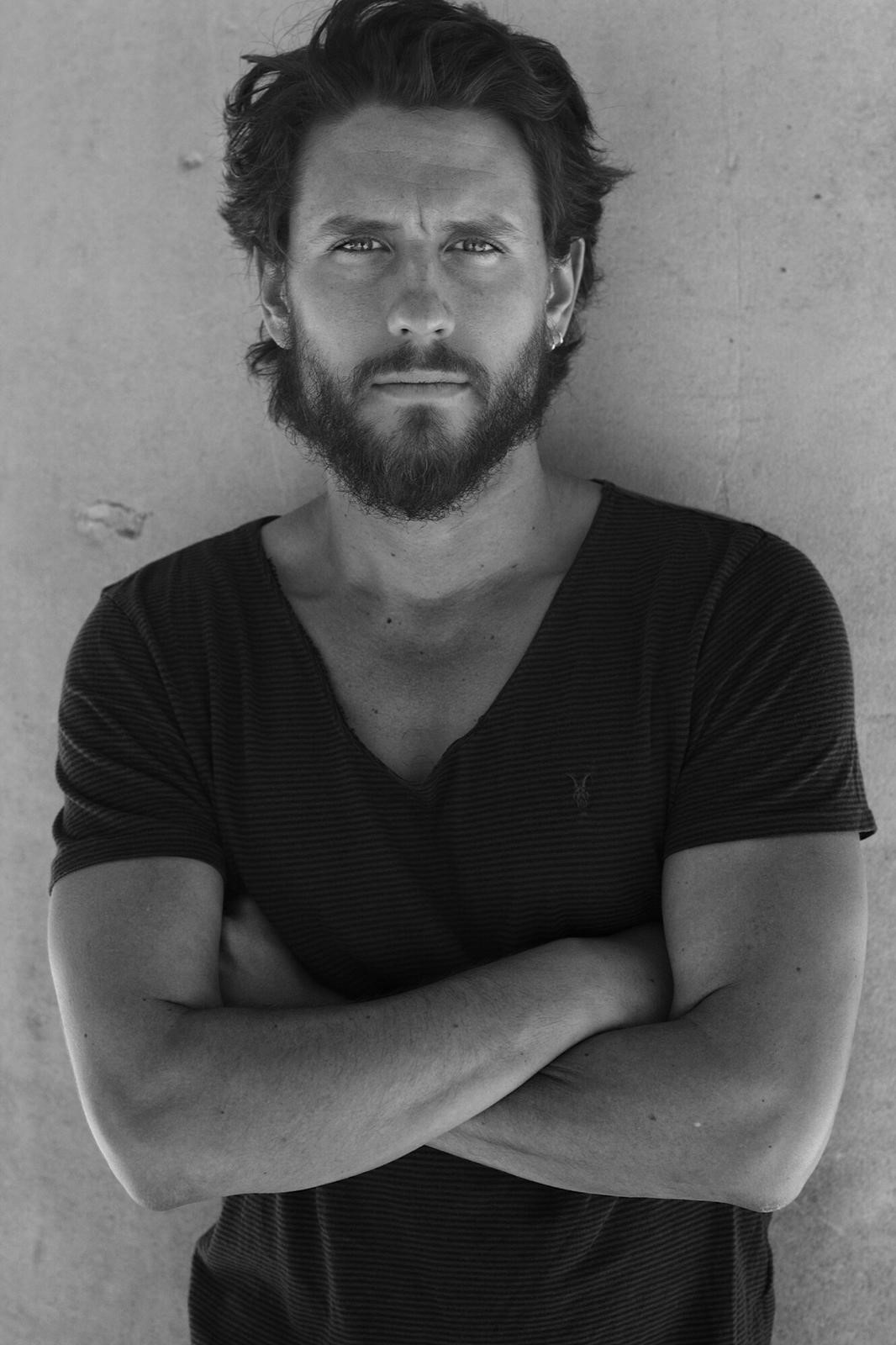
Bart Edwards (2019)

Bart Edwards (* 1989 in Guildford, Surrey, England) ist ein britischer Schauspieler.

## Leben
Edwards wurde 1989 in Guildford in der englischen Grafschaft Surrey geboren. Seine Schwester Tegan Edwards ist ebenfalls in der Filmindustrie tätig. Er besuchte die Tring Park School for the Performing Arts. Nach seinem dortigen Abschluss studierte er anschließend Schauspiel an der Bristol Old Vic Theatre School.
Sein Schauspieldebüt gab Edwards 2008, als er in insgesamt zehn Episoden der Fernsehserie EastEnders die Rolle des Olly darstellte. 2011 folgte eine Episodenrolle in der Fernsehserie Casualty. 2012 wirkte er in drei Episoden der Miniserie Halb so alt wie sie als Tom mit. In den nächsten Jahren folgten Besetzungen in verschiedenen Kurzfilmen. 2015 stellte er die wiederkehrende Rolle des Joe in der Fernsehserie Peep Show dar. 2016 hatte er eine Nebenrolle im Blockbuster Phantastische Tierwesen und wo sie zu finden sind inne, ein Jahr später war er als Raf Man Halifax in Die Macht des Bösen zu sehen. 2018 verkörperte er in zehn Episoden der Fernsehserie UnREAL die Rolle des Jasper Hunt. Ab demselben Jahr bis einschließlich 2022 wirkte er in 16 Episoden der Fernsehserie State of Happiness als Jonathan Kay mit. 2019 stellte er im Film The Dare mit der Rolle des Jay Jackson eine der Hauptrollen dar. Seit demselben Jahr stellt er im Netflix Original The Witcher die Rolle des Duny vom Erlenwald/Emhyr var Emreis dar. Von 2020 bis 2022 spielte er in der Fernsehserie Der junge Wallander die Rolle des Fredrik. 2022 war er außerdem in der wiederkehrenden Rolle des Justin in der Fernsehserie The Flatshare zu sehen.

## Filmografie (Auswahl)
- 2008: EastEnders (Fernsehserie, 10 Episoden)
- 2011: Casualty (Fernsehserie, Episode 25x33)
- 2012: Halb so alt wie sie (Leaving, Miniserie, 3 Episoden)
- 2013: Silent Treatment (Kurzfilm)
- 2015: Blue Borsalino (Kurzfilm)
- 2015: Peep Show (Fernsehserie, 4 Episoden)
- 2016: Call the Midwife – Ruf des Lebens (Call the Midwife, Fernsehserie, Episode 5x01)
- 2016: Lucky Man (Fernsehserie, Episode 1x05)
- 2016: Fresh Meat (Fernsehserie, Episode 4x01)
- 2016: After Hours (Kurzfilm)
- 2016: Unter Verdacht – Tödliche Geheimnisse (Suspicion, Fernsehserie, Episode 2x03)
- 2016: Phantastische Tierwesen und wo sie zu finden sind (Fantastic Beasts and Where to Find Them)
- 2017: Die Macht des Bösen (The Man with the Iron Heart)
- 2018: UnREAL (Fernsehserie, 10 Episoden)
- 2018–2022: State of Happiness (Fernsehserie, 16 Episoden)
- 2019: The Dare
- 2019: End-O (Kurzfilm)
- seit 2019: The Witcher (Fernsehserie)
- 2020: Not For Profit (Fernsehserie, Episode 1x01)
- 2020: La treintena (Fernsehserie, Episode 1x01)
- 2020: The Singapore Grip (Fernsehserie, 6 Episoden)
- 2020–2022: Der junge Wallander (Young Wallander, Fernsehserie, 7 Episoden)
- 2021: Domina (Fernsehserie)
- 2022: The Stranger in Our Bed
- 2022: The Flatshare (Fernsehserie, 6 Episoden)